# 130 PO 601s à 635s
Les 130 PO 601s à 635s sont des locomotives de la compagnie du chemin de fer de Paris à Orléans de type 130 Mogul, affectées à la traction des trains de marchandise.

## Histoire
Une série de  4 locomotives est construite en 1912 à partir des 030 601 à 640.
Elles possèdent des roues motrices de 1,35 mètres de diamètre pour les lignes au relief varié.
Les locomotives sont immatriculées dans la série 601s à 635s. La série comprend les unités suivantes: les 601s, 613s, 621s et 635s.
En 1934, lors de la fusion avec la compagnie du Midi, les locomotives sont numérotées dans la série 130-601 à 130-604
En 1938, lors de la création de la SNCF, elles deviennent les 4-130 D 601 à 4-130 D 604.

## Chronologie des livraisons
- N° 601 et 613, livrées par la SACM à Belfort en 1877,
- N° 625, livrée par la SACM à Belfort en 1878,
- N° 635, livrées par la SACM à Belfort en 1885[1].

## Caractéristiques
Empattement des roues motrices : 3,43 m
Empattement total (avec bissel) : 5,88 m
Poids à vide : 57,3 t
Poids en charge : 62,4 t
Poids en charge du tender : 26,000 t
Capacité en eau du tender : 10 000 litres
Capacité en charbon du tender : 4,75 t
Diamètre des roues motrices : 1350 mm
Diamètre et course des cylindres : 450 x 650 mm
Pression dans la chaudière : 12 Bars
Surface de grille : 2,42 m2
Surface de chauffe : 195,5 m2